# Liste der Kulturdenkmäler in Wied (bei Hachenburg)
In der Liste der Kulturdenkmäler in Wied sind alle Kulturdenkmäler der rheinland-pfälzischen Ortsgemeinde Wied aufgeführt. Grundlage ist die Denkmalliste des Landes Rheinland-Pfalz (Stand: 21. Dezember 2021).

## Einzeldenkmäler
| Bezeichnung | Lage                            | Baujahr                            | Beschreibung | Bild            |
| ----------- | ------------------------------- | ---------------------------------- | --- | --------------- |
| Denkmal     | Kirchweg, auf dem Friedhof Lage | 1838                               | Denkmal für Matthias Breuer; Stein zum Andenken an den ersten auf dem neu angelegten Friedhof beigesetzten Verstorbenen, 1838 | Fotos hochladen |
| Quereinhaus | Mühlentalstraße 23 Lage         | frühes 19. Jahrhundert             | Fachwerk-Quereinhaus, teilweise massiv, frühes 19. Jahrhundert                                                                | Fotos hochladen |
| Quereinhaus | Talstraße 3 Lage                | zweite Hälfte des 18. Jahrhunderts | Fachwerk-Quereinhaus, teilweise massiv, wohl aus der zweiten Hälfte des 18. Jahrhunderts                                      | Fotos hochladen |